# Navaconcejo
Navaconcejo (extremadurai nyelven Nava'l-Conceju) település Spanyolországban, Cáceres tartományban. Navaconcejo Casas del Monte, Segura de Toro, Gargantilla, Cabezuela del Valle, Piornal, Valdastillas és Rebollar községekkel határos. Lakosainak száma 2044 fő (2024).

## Népesség
A település népessége az elmúlt években az alábbi módon változott:
| Lakosok száma | 1978 | 2105 | 2081 | 2074 | 2031 | 2001 | 2003 | 1990 | 2035 | 2044 |
|               | 2001 | 2004 | 2006 | 2009 | 2011 | 2014 | 2016 | 2019 | 2021 | 2024 |